# Hrnčiarovce nad Parnou
Hrnčiarovce nad Parnou (Hongaars: Gerencsér) is een Slowaakse gemeente in de regio Trnava, en maakt deel uit van het district Trnava.
Hrnčiarovce nad Parnou telt 2.150 inwoners.